# مسجد التوحيد
مسجد التوحيد مسجد يقع في صنعاء عاصمة اليمن. يقع بالتحديد جنوب شرق مستشفى الثورة ومسجد الإيمان.